# Faiditus acuminatus
Faiditus acuminatus là một loài nhện trong họ Theridiidae.
Loài này thuộc chi Faiditus. Faiditus acuminatus được Eugen von Keyserling miêu tả năm 1891.